# Bonanza
Bonanza es una serie de televisión estadounidense de tipo western/cowboy que fue emitida por la cadena de televisión NBC entre el 12 de septiembre de 1959 y el 16 de enero de 1973. El episodio piloto fue creado por David Dortort, quien también fue el productor de la serie. Dortort también ideó The Restless Gun, El gran Chaparral, The Cowboys y la precuela de Bonanza, Ponderosa. Bonanza fue la primera serie de televisión de una hora de duración que fue grabada en color. A lo largo de casi toda su duración, el principal patrocinador de Bonanza fue Chevrolet, y los actores a veces aparecían en publicidad de los vehículos Chevrolet. Todos los miembros del elenco habían aparecido previamente en numerosas producciones en teatro, televisión y películas, pero ninguno de ellos era especialmente famoso. 
Desde 1961 hasta 1972 Bonanza era emitida los domingos a las nueve de la noche en todos los Estados Unidos. Este horario fue fundamental para asegurar el éxito de la serie: desde 1964 hasta 1967, la serie fue primera en las mediciones de audiencia anuales. En cuanto a su longevidad, es el segundo show de la NBC después de Ley y Orden.

## El nombre «Bonanza»
Bonanza tomó su nombre del filón Comstock, que era un «depósito mineral de plata excepcionalmente grande y rico». Esta era la palabra en español utilizada para indicar que un yacimiento era rico en mineral. Virginia City fue fundada directamente sobre la veta, que fue explotada durante 19 años. Ponderosa era un título alternativo para la serie, a menudo utilizado para las reemisiones de la serie durante los años setenta y ochenta.

## Historia y escenarios
La serie relataba las aventuras de la familia Cartwright, liderada por un patriarca viudo y sabio llamado Ben Cartwright (Lorne Greene). Ben tenía tres hijos biológicos, cada uno de ellos de una esposa distinta. El mayor era un arquitecto Adam Cartwright (Pernell Roberts) que construyó la casa en el rancho; el segundo era el cálido y amable gigantón Eric, más conocido por su apodo, "Hoss" (Dan Blocker); y el más joven era el impetuoso Joseph Francis o "Little Joe" (Michael Landon). El cocinero de la familia era un inmigrante chino llamado Hop Sing (Victor Sen Yung). En su época, Bonanza era considerada un western atípico, principalmente porque las historias trataban sobre las tres personalidades distintas de los hermanos y cómo cuidaban de su padre, se protegían entre ellos, a sus vecinos y a su tierra.

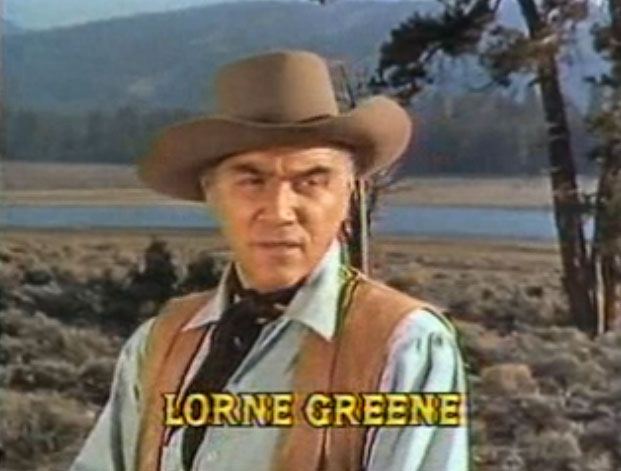
Lorne Greene

La familia vivía en un rancho de 1000 millas cuadradas llamado "La Ponderosa", sobre la costa del Lago Tahoe, en Nevada; el nombre hace alusión al pino Ponderosa, muy común en el Oeste de Norteamérica. El pueblo más cercano a La Ponderosa era Virginia City, lugar donde los Cartwright se encontraban con el Sheriff Roy Coffee (representado por el veterano actor Ray Teal), o su segundo Clem Foster (Bing Russell). Greene, Roberts, Blocker y Landon eran estrellas de igual calibre. Sus nombres iban rotando en los títulos entre cuatro versiones, con cada uno de los cuatro apareciendo primero en una versión (en el orden indicado previamente). Al progresar la serie, los guionistas comenzaron a presentar solo uno o dos Cartwright en cada episodio. Los otros solo se mostraban brevemente en el prólogo y el epílogo. Esto no solo permitía desarrollar los roles de forma más efectiva, sino que también les dejaba más tiempo libre a los cuatro actores.
Al comienzo de la historia, Ben Cartwright, el triple viudo, rememora a cada una de sus esposas en episodios específicos. Un chiste popular era que cada vez que uno de los Cartwright se sentía seriamente atraído por una mujer, ella moría de malaria, era asesinada o lo dejaba por otro hombre. Ben Cartwright era un padre severo, adusto pero protector de sus hijos y sus tierras. Al igual que en todos los programas de éxito, modificar una fórmula exitosa podía ser un gran problema. Por ello el interés amoroso de un Cartwright era efímero.

## El elenco

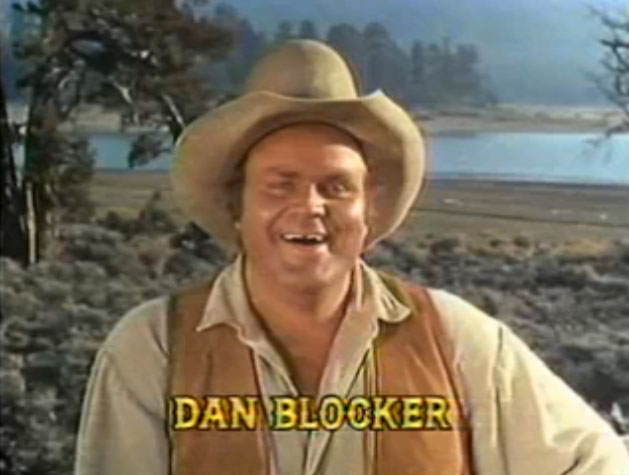
Dan Blocker

El elenco era muy popular entre los televidentes. Lorne Greene, más conocido como "La Voz de Canadá", era un locutor de bastante éxito, actor dramático en su pueblo natal. Ben Cartwright, como Greene lo describió una vez, era "Gamuza de Cuero", un fuerte y suave patriarca. Greene grabó muchos discos en su personaje de Ben Cartwright, ubicándose como n.º 1 en las listas con su actuación hablada de "Ringo". También grabó una versión del tema de Bonanza, con letras.
Como Greene, Pernell Roberts también grabó un álbum de baladas folclóricas llamado Come All Ye Fair and Tender Ladies. Él dejó la serie en 1965, después de una larga disputa con los escritores y el creador de la serie David Dortort. Se realizaron algunos intentos de reemplazarlo, introduciendo al hijastro de Ben, Clay (interpretado brevemente por Barry Coe), y un sobrino, Will (interpretado por la estrella del Zorro Guy Williams), pero ninguno duró.
Un joven llamado Michael Landon empezó a desarrollar sus habilidades en guiones y como director, dirigiendo los episodios de Bonanza; comenzó con el episodio La apuesta. Algunos de los episodios que dirigió son considerados los mejores de toda la serie ("El Deseo").
En 1967, David Canary se incorporó al elenco como "Candy" Canaday, un mocoso del ejército convertido en vaquero, que llegó a ser capataz de los Cartwright. Dortort estaba impresionado con el talento de Canary, pero el personaje desapareció en septiembre de 1970 después de tener una disputa de contrato. El regresa dos temporadas después, según informes, luego de haber sido contactado por Landon.
En 1970, el catorceañero Mitch Vogel entró a la serie como Jamie Hunter, el hijo huérfano de un 'rainmaker'. Ben adoptó a Jamie en un episodio de 1971.
En 1972, después de la súbita muerte de Dan Blocker en el postoperatorio por un coágulo de sangre, el show fue movido a las noches del jueves, en competencia con un nuevo programa de CBS, Maude. Ambos eventos marcaron el final del programa. Canary volvió a su papel de Candy (para justificar la ausencia de Blocker), y se añadió un nuevo personaje llamado Griff King (interpretado por Tim Matheson). Griff, acusado de matar a su padrastro, fue puesto en custodia de Ben y obtuvo un trabajo en el rancho. Muchos episodios fueron hechos acerca de su personaje; Matheson nunca tuvo la oportunidad de desarrollar a plenitud su personaje antes de que el show súbitamente desapareciera en enero de 1973. Muchos fanes sintieron que el personaje de Hoss era esencial, ya que era amable, su forma de ser conllevaba empatía y un poco de equilibrio a todos los personajes masculinos.
A partir de la tercera temporada, los Cartwright y casi todo otro personaje que aparecía regularmente en el show se vestían con la misma ropa en cada episodio. De esta forma se reducía el costo de la filmación al evitar tener que filmar nuevamente las escenas de acción (tales como cabalgatas entre escenas), utilizándose en cambio escenas ya utilizadas en capítulos previos.
- Ben Cartwright: camisa color topo, chaleco de cuero café, pantalones grises, sombrero color crema, en forma ocasional un pañuelo verde.

- Adam Cartwright: camisa negra, pantalones negros, sombrero negro. Ocasionalmente un escudo con un sendero amarillo.

- Hoss Cartwright: camisa blanca, chaleco de gamuza café, pantalones marrones, un distintivo sombrero de 10 galones.

- Little Joe Cartwright: camisa gris, una chaqueta verde de pana, pantalones ajustados color bronce, sombrero de color bronce, botas de gamuza color marrón claro. Guantes negros de cuero desde la 10.ª temporada.

- Candy Canaday: una camisa roja, pantalones negros, chaleco de cuero negro y sombrero, bufanda verde.

## Estrellas invitadas
Entre las estrellas invitadas estuvieron gran variedad de actores y actrices entre las que destacan.
- Yvonne De Carlo. temporada 1 capítulo 1 una flor para Lotta.

- Ron Howard. tuvo su aparición en el episodio "The Iniciation", caracterizando a "Ted Hoag".

- Leslie Nielsen interpretó al Sheriff "Paul Rowan" en el episodio "The Unseen Wound".

- Cesar Romero su personaje fue "Guido Borelli" en el episodio "The Deadliest Game".

- Majel Barrett interpretó a Belle Ganther y a Annie Slocum. Episodio: Gift of Water. Episodio: Three Brides for Hoss.

- Charles Bronson interpretó a "Harry Starr" en la temporada de 1965 en el episodio "The Underdog".

- John Astin famoso por su papel en la Familia Adams estuvo presente en la serie interpretando a "Abner Willoughby" en el episodio "Abner Willoughby's Return" de 1969.

- Martin Landau interpretó a "Emiliano" en el episodio "The Gift" de 1961.

- Jack Lord interpretó a "Regthon" en el episodio "The Outcast" de 1960.

- James Coburn capítulo 32 temporada 3 Larga noche.

- Lee Marvin capítulo 28 temporada 3 El Crisol.

- Ricardo Montalbán capítulo 7 temporada 2, el día del juicio.

- Vic Morrow capítulo 26 temporada 1, el vengador.

- Telly Savalas